# Leona Kvasnicová
Leona Kvasnicová (* 23. prosince 1972 Brno) je česká choreografka a profesionální tanečnice vystupující pod uměleckým jménem Qaša. Vystudovala gymnázium v Brně. Po maturitě začala v roce 1990 studovat taneční pedagogiku na Divadelní fakultě Janáčkovy akademie múzických umění (JAMU) v Brně, kde byla tři roky. Následně rok studovala na Hudební fakultě Akademie múzických umění (HAMU) v Praze a poté v letech 1995–1996 pobývala na nizozemské muzikálové škole Rotterdamse Dansacademie v Rotterdamu. Po návratu do Česka se rozhodla studium na JAMU ukončit. V roce 2000 začala studovat choreografii na pražské HAMU.
Od roku 1990 tancovala ve skupině Uno, posléze si založila vlastní skupinu IF a následně v Praze otevřela i svoje studio pojmenované Dancehouse (jeho kmotrou byla herečka Mahulena Bočanová). Tvořila také choreografii pro muzikály (například Excalibur nebo Galileo), opery (například Kouzelná flétna) a také k několika televizním pořadům (kupříkladu Česko hledá SuperStar či třetí řadu StarDance). Po pětileté známosti si vzala partnera, ale po roce se s ním rozvedla (krach vztahu přisuzuje svému egoismu). Jejím partnerem je tanečník Martin Cisarz, se kterým má syna Matěje. Její sestrou je diskžokejka Lucie Dvořáková, známá jako DJ Lucca.
V roce 2024 se objevila v reality show Zrádci.